# هينريتش هوفمان (أستاذ جامعي)
هينريتش هوفمان (بالألمانية: Heinrich Ferdinand Hofmann)‏ هو رسام ألماني، ولد في 19 مارس 1824 في دارمشتات في ألمانيا، وتوفي في 23 يونيو 1911 في درسدن في ألمانيا.